# Членик
Членик — рухома частина, сегмент, на які ділиться тіло деяких тварин та рослинних організмів.